# روس هانا
روس هانا (بالإنجليزية: Ross Hannah)‏ هو لاعب كرة قدم بريطاني، ولد في 14 مايو 1986 في شفيلد في المملكة المتحدة. لعب مع برادفورد سيتي وشيفيلد وينزداي وغريمسبي تاون ونادي بارو.

## وصلات خارجية
- روس هانا على موقع قاعدة بيانات كرة القدم.إي يو (الإنجليزية)
- روس هانا على موقع Soccerbase.com (لاعب) (الإنجليزية)
- روس هانا على موقع Soccerway.com (الإنجليزية)